# Altron (Lérida)
Altron es una localidad perteneciente al municipio de Sort, en la provincia de Lérida, comunidad autónoma de Cataluña, España. 

## Geografía humana

### Demografía
| Gráfica de evolución demográfica de Altrón entre 1842 y 1970 |
| |
| Población de derecho según los censos de población del INE Población de hecho según los censos de población del INEEntre el censo de 1857 y el anterior, crece el término del municipio porque incorpora a 255054 (Bernuy), 255055 (Bernuy de la Baronía), 255350 (Sorre) Entre el censo de 1981 y el anterior, este municipio desaparece porque se integra en el municipio 25209 (Sort) |

En 2019 contaba con 52 habitantes.